# Quattro Giorni di Dunkerque 1989
La Quattro Giorni di Dunkerque 1989, trentacinquesima edizione della corsa, si svolse dal 2 al 7 maggio su un percorso di 999 km ripartiti in 6 tappe (la terza e la sesta suddivise in due semitappe), con partenza e arrivo a Dunkerque. Fu vinta dal francese Charly Mottet della R.M.O. davanti al suo connazionale Thierry Marie e all'irlandese Stephen Roche.

## Tappe
| Tappa  | Data     | Percorso                                  | km    | Vincitore di tappa   | Leader cl. generale |
| ------ | -------- | ----------------------------------------- | ----- | -------------------- | ------------------- |
| 1ª     | 2 maggio | Dunkerque > Berck-sur-Mer                 | 178,8 | Thierry Marie        | Thierry Marie       |
| 2ª     | 3 maggio | Berck-sur-Mer > Armentières               | 180   | Wim Arras            | Thierry Marie       |
| 3ª-1ª  | 4 maggio | Oxelaëre > Cassel (cron. individuale)     | 4,2   | Stephen Roche        | Thierry Marie       |
| 3ª-2ª  | 4 maggio | Cassel > Cassel                           | 105   | Charly Mottet        | Charly Mottet       |
| 4ª     | 5 maggio | Armentières > San Quintino                | 176   | Remig Stumpf         | Charly Mottet       |
| 5ª     | 6 maggio | San Quintino > Dunkerque                  | 220,1 | Jean-Paul van Poppel | Charly Mottet       |
| 6ª-1ª  | 7 maggio | Dunkerque > Dunkerque (cron. individuale) | 11,4  | Thierry Marie        | Charly Mottet       |
| 6ª-2ª  | 7 maggio | Dunkerque > Dunkerque                     | 123,4 | Wim Arras            | Charly Mottet       |
| Totale | Totale   | Totale                                    | 999   |                      |                     |

## Dettagli delle tappe

### 1ª tappa
- 2 maggio: Dunkerque > Berck-sur-Mer – 178,8 km

| Pos. | Corridore     | Squadra | Tempo    |
| ---- | ------------- | ------- | -------- |
| 1    | Thierry Marie | Super U | 4h40'04" |
| 2    | Carlo Bomans  | Domex   | a 1"     |
| 3    | Martin Earley | PDM     | s.t.     |

| Pos. | Corridore     | Squadra | Tempo |
| ---- | ------------- | ------- | ----- |
| 1    | Thierry Marie | Super U |       |

### 2ª tappa
- 3 maggio: Berck-sur-Mer > Armentières – 180 km

| Pos. | Corridore            | Squadra   | Tempo    |
| ---- | -------------------- | --------- | -------- |
| 1    | Wim Arras            | Lotto     | 4h59'53" |
| 2    | Jean-Paul van Poppel | Panasonic | s.t.     |
| 3    | Jef Lieckens         | Hitachi   | s.t.     |

| Pos. | Corridore     | Squadra | Tempo |
| ---- | ------------- | ------- | ----- |
| 1    | Thierry Marie | Super U |       |

### 3ª tappa - 1ª semitappa
- 4 maggio: Oxelaëre > Cassel (cron. individuale) – 4,2 km

| Pos. | Corridore               | Squadra   | Tempo |
| ---- | ----------------------- | --------- | ----- |
| 1    | Stephen Roche           | Fagor-MBK | 6'44" |
| 2    | Gilbert Duclos-Lassalle | Z-Peugeot | a 14" |
| 3    | Thierry Marie           | Super U   | a 15" |

| Pos. | Corridore     | Squadra | Tempo |
| ---- | ------------- | ------- | ----- |
| 1    | Thierry Marie | Super U |       |

### 3ª tappa - 2ª semitappa
- 4 maggio: Cassel > Cassel – 105 km

| Pos. | Corridore     | Squadra | Tempo    |
| ---- | ------------- | ------- | -------- |
| 1    | Charly Mottet | R.M.O.  | 2h35'52" |
| 2    | Jörg Müller   | PDM     | a 15"    |
| 3    | Dirk De Wolf  | Hitachi | a 30"    |

| Pos. | Corridore     | Squadra | Tempo |
| ---- | ------------- | ------- | ----- |
| 1    | Charly Mottet | R.M.O.  |       |

### 4ª tappa
- 5 maggio: Armentières > San Quintino – 176 km

| Pos. | Corridore     | Squadra      | Tempo    |
| ---- | ------------- | ------------ | -------- |
| 1    | Remig Stumpf  | Toshiba      | 4h17'48" |
| 2    | Roger Ilegems | Histor-Sigma | a 2'34"  |
| 3    | Wim Arras     | Lotto        | s.t.     |

| Pos. | Corridore     | Squadra | Tempo |
| ---- | ------------- | ------- | ----- |
| 1    | Charly Mottet | R.M.O.  |       |

### 5ª tappa
- 6 maggio: San Quintino > Dunkerque – 220,1 km

| Pos. | Corridore            | Squadra   | Tempo    |
| ---- | -------------------- | --------- | -------- |
| 1    | Jean-Paul van Poppel | Panasonic | 6h03'16" |
| 2    | Wim Arras            | Lotto     | s.t.     |
| 3    | Jef Lieckens         | Hitachi   | s.t.     |

| Pos. | Corridore     | Squadra | Tempo |
| ---- | ------------- | ------- | ----- |
| 1    | Charly Mottet | R.M.O.  |       |

### 6ª tappa - 1ª semitappa
- 7 maggio: Dunkerque > Dunkerque (cron. individuale) – 11,4 km

| Pos. | Corridore     | Squadra   | Tempo  |
| ---- | ------------- | --------- | ------ |
| 1    | Thierry Marie | Super U   | 14'12" |
| 2    | Charly Mottet | R.M.O.    | a 4"   |
| 3    | Stephen Roche | Fagor-MBK | a 5"   |

| Pos. | Corridore     | Squadra | Tempo |
| ---- | ------------- | ------- | ----- |
| 1    | Charly Mottet | R.M.O.  |       |

### 6ª tappa - 2ª semitappa
- 7 maggio: Dunkerque > Dunkerque – 123,4 km

| Pos. | Corridore            | Squadra   | Tempo    |
| ---- | -------------------- | --------- | -------- |
| 1    | Wim Arras            | Lotto     | 3h04'29" |
| 2    | Jean-Paul van Poppel | Panasonic | s.t.     |
| 3    | Remig Stumpf         | Toshiba   | s.t.     |

| Pos. | Corridore     | Squadra   | Tempo     |
| ---- | ------------- | --------- | --------- |
| 1    | Charly Mottet | R.M.O.    | 26h05'11" |
| 2    | Thierry Marie | Super U   | a 10"     |
| 3    | Stephen Roche | Fagor-MBK | a 24"     |

## Classifiche finali

### Classifica generale
| Pos. | Corridore               | Squadra              | Tempo     |
| ---- | ----------------------- | -------------------- | --------- |
| 1    | Charly Mottet           | R.M.O.               | 26h05'11" |
| 2    | Thierry Marie           | Super U-Raleigh-Fiat | a 10"     |
| 3    | Stephen Roche           | Fagor-MBK            | a 24"     |
| 4    | Dirk De Wolf            | Hitachi              | a 48"     |
| 5    | Gilbert Duclos-Lassalle | Z-Peugeot            | a 56"     |
| 6    | Jörg Müller             | PDM-Ultima-Concorde  | a 1'08"   |
| 7    | Andreas Kappes          | Toshiba              | a 1'09"   |
| 8    | Per Pedersen            | R.M.O.               | a 1'19"   |
| 9    | Atle Kvålsvoll          | Z-Peugeot            | a 1'56"   |
| 10   | Joey McLoughlin         | Z-Peugeot            | a 2'01"   |